# Barbarossa-Fliege
Die Barbarossa-Fliege (Eutolmus rufibarbis) ist eine in Mitteleuropa heimische Raubfliege. Die Art wurde im Jahr 1820 von Johann Wilhelm Meigen als Asilus rufibarbis erstbeschrieben. Das lateinische Art-Epitheton rufibarbis bezieht sich auf die teils gelblichen oder gelbroten Barthaare der Fliege. Diesen verdankt die Fliegenart ihren im Deutschen gebräuchlichen Trivialnamen, der sich auch auf den bekannten Kaiser Barbarossa („Rotbart“) beziehen könnte.

## Taxonomie
Eutolmus rufibarbis ist die einzige Art der Gattung Eutolmus in Deutschland. Weitere Arten der Gattung sind weitgehend auf das südliche Europa beschränkt. Lediglich das Vorkommen von Eutolmus mediocris reicht im Norden bis nach Ungarn. Die Gattung Eutolmus wird innerhalb der Unterfamilie Asilinae der sogenannten Dysmachus-Gruppe zugeordnet. Zu dieser gehören neben Eutolmus die Gattungen Dysmachus und Didysmachus.

## Merkmale
Die Barbarossa-Fliege gehört mit einer Länge von 18–21 mm zu den größeren heimischen Raubfliegen. Die Weibchen der fünf in Deutschland vorkommenden Vertreter der Dysmachus-Gruppe zeichnen sich durch einen messerförmigen Ovipositor aus. Außerdem werden die paarigen Hinterleibs-Anhänge am letzten Hinterleibssegment, die sogenannten „Cerci“, von diesem umschlossen. Der Körper ist überwiegend gelbgrau gefärbt. Die Facettenaugen schimmern gewöhnlich grünlich. Der gelbe oder gelbrote Schnurrbart weist oben sowie an den Seiten schwarze Borsten auf. Dieser bietet während des Beutezugriffs dem Gesicht und den Augen Schutz vor Verletzungen. Die Stirn ist schwarz behaart. Die Palpen weisen eine feine gelbe Behaarung auf. Das dritte Fühlerglied ist relativ lang. Die Fühlerglieder 1 und 2 sind mit schwarzen Fühlerborsten besetzt. Über das Scutum (Rückenplatte) verläuft ein breiter dicker brauner Längskiel, der jeweils seitlich von 2 bis 3 braunen größeren Flecken flankiert wird. Im Gegensatz zu den anderen vier Arten der Dysmachus-Gruppe weist Eutolmus rufibarbis verkürzte Borsten und Härchen auf dem Scutum (Rückenplatte) auf. Der Hinterleib weist überwiegend gelbe Borsten und Randborsten auf. Die Ventralseite der überwiegend schwarz gefärbten Beine ist teils gelblich gefärbt. Die Beine weisen kräftige schwarze Borsten auf. Der weibliche Ovipositor weist auf halber Länge auf der Unterseite eine leichte Einkerbung auf. Das männliche Hinterleibsende weist einen schmalen ventralen Vorsprung auf, welcher goldfarbene Spitzenborsten trägt.

## Ähnliche Arten
Der deutsche Biologe Fritz Geller-Grimm liefert einen Bestimmungsschlüssel, um die recht ähnlichen Fliegen der in Deutschland vorkommenden Dysmachus-Gruppe anhand der männlichen und weiblichen Genitalien, die am Hinterleibsende sichtbar sind, sowie weiterer äußerer Merkmale zu unterscheiden. Die weiteren in Deutschland vorkommenden Arten dieser Gruppe sind:
- Didysmachus picipes
- Dysmachus fuscipennis
- Dysmachus praemorsus
- Dysmachus trigonus

## Verbreitung
Eutolmus rufibarbis kommt in der Paläarktis vor. Die Art ist in Europa weit verbreitet und fehlt offenbar auf der Irischen Insel, auf der Iberischen Halbinsel sowie im Norden von Skandinavien. Im Osten reicht das Vorkommen über den Nahen Osten bis in die östliche Paläarktis. In Deutschland wird die Art in der Vorwarnliste der Roten Liste gefährdeter Arten geführt.

## Lebensweise
Den typischen Lebensraum der Raubfliegen-Art bilden Trockenrasenbiotope und Ruderalflächen mit sandigen Böden. Die Barbarossa-Fliege kann man von Juni bis Ende August beobachten, insbesondere im Juli. Die Fliegen halten sich häufig auf den Blättern von Büschen und Bäumen auf. Sie ernähren sich räuberisch von verschiedenen Insekten. Zum Beutespektrum gehören u. a. Bienen, Wespen, Schmetterlinge, Käfer, Libellen und Heuschrecken. Der Körper der Beute wird mit dem Rüssel durchbohrt. Anschließend wird eine Verdauungsflüssigkeit injiziert. Diese enthält neurotoxische und proteolytische Enzyme. Schließlich wird das aufgelöste Gewebe der Beute abgesaugt.
Das Weibchen legt ihre Eier auf dem Boden oder an Pflanzen ab. Die Fliegenlarven werden häufig an Detritus angetroffen. Sie sind omnivor und vertilgen die Eier und Larven verschiedener Insekten, darunter die von Käfern, Heuschrecken und Fliegen.

## Bilder

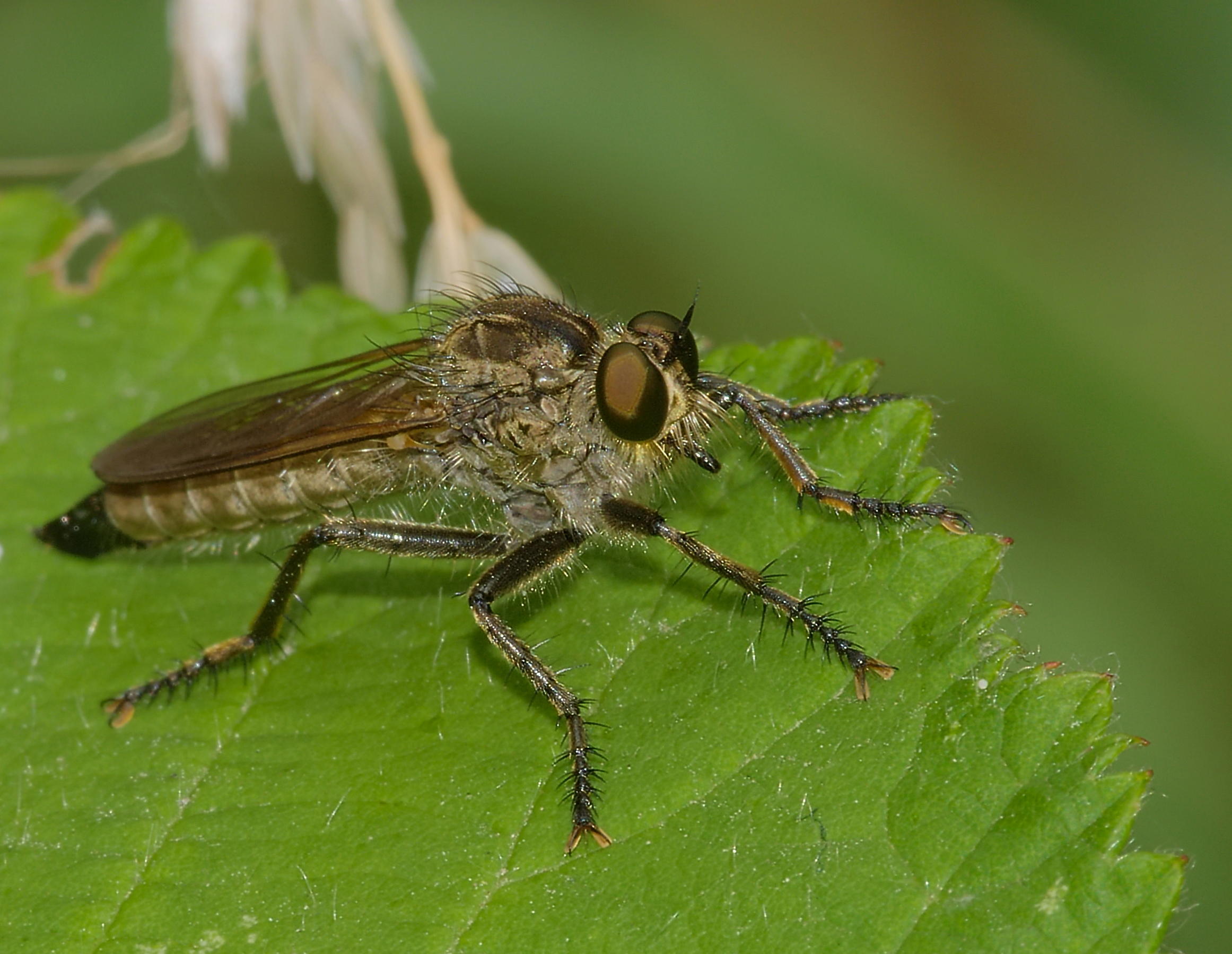
Eutolmus rufibarbis ♀
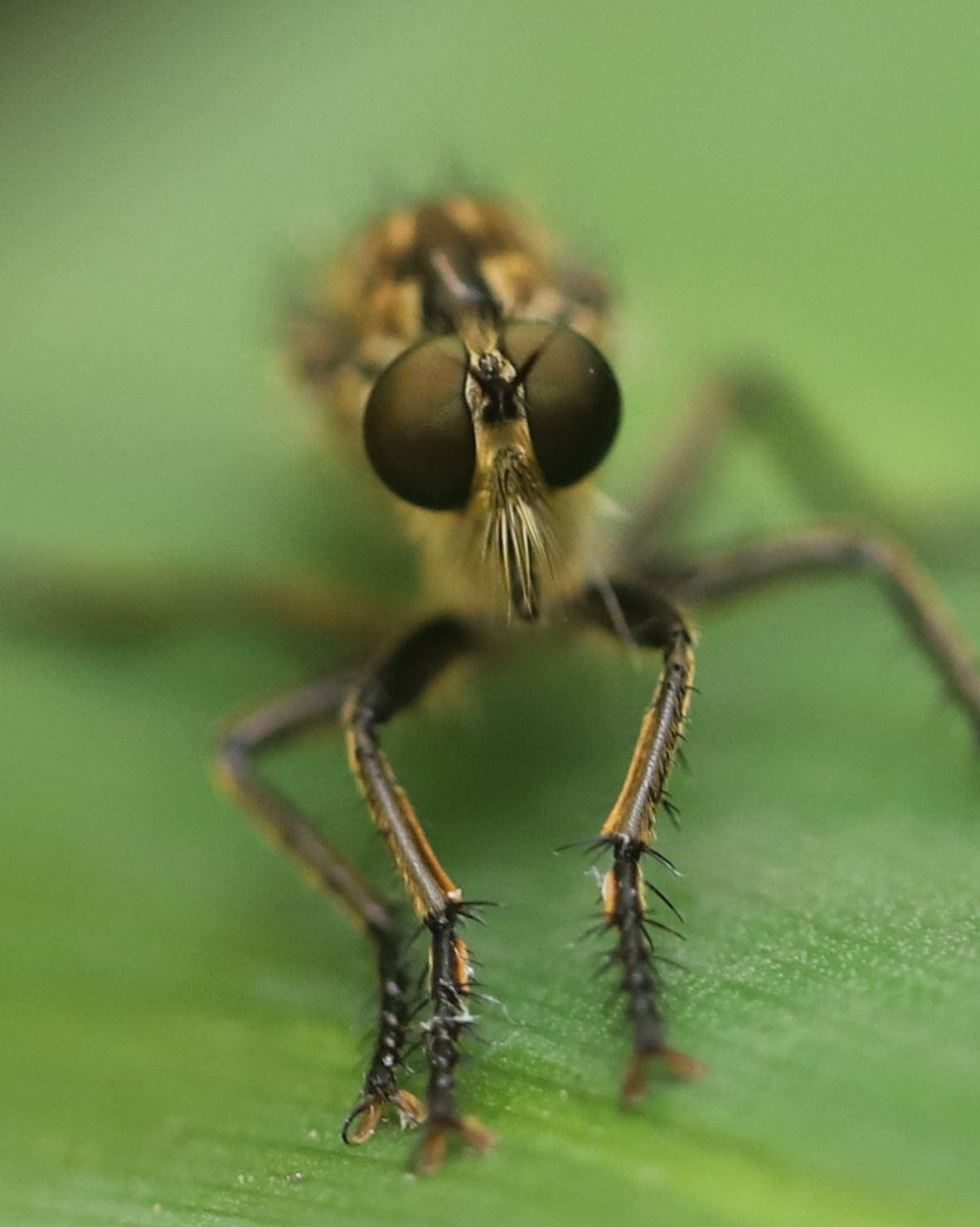
Eutolmus rufibarbis ♀ Frontansicht
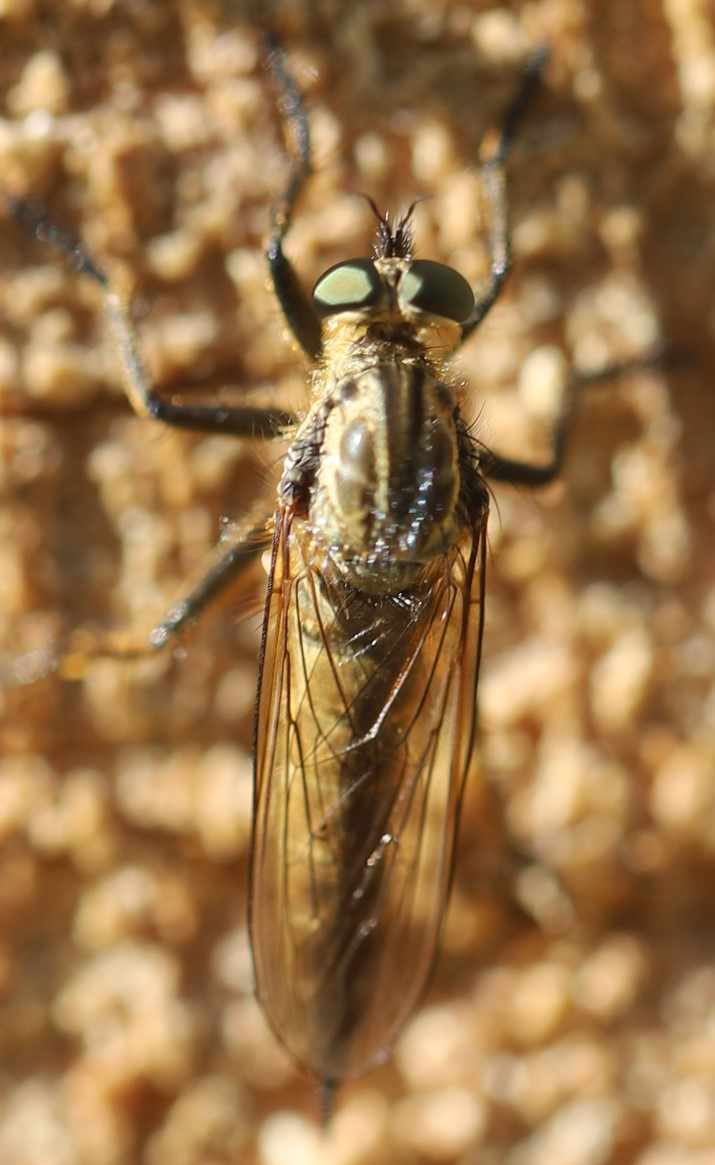
Eutolmus rufibarbis ♀ Dorsalansicht
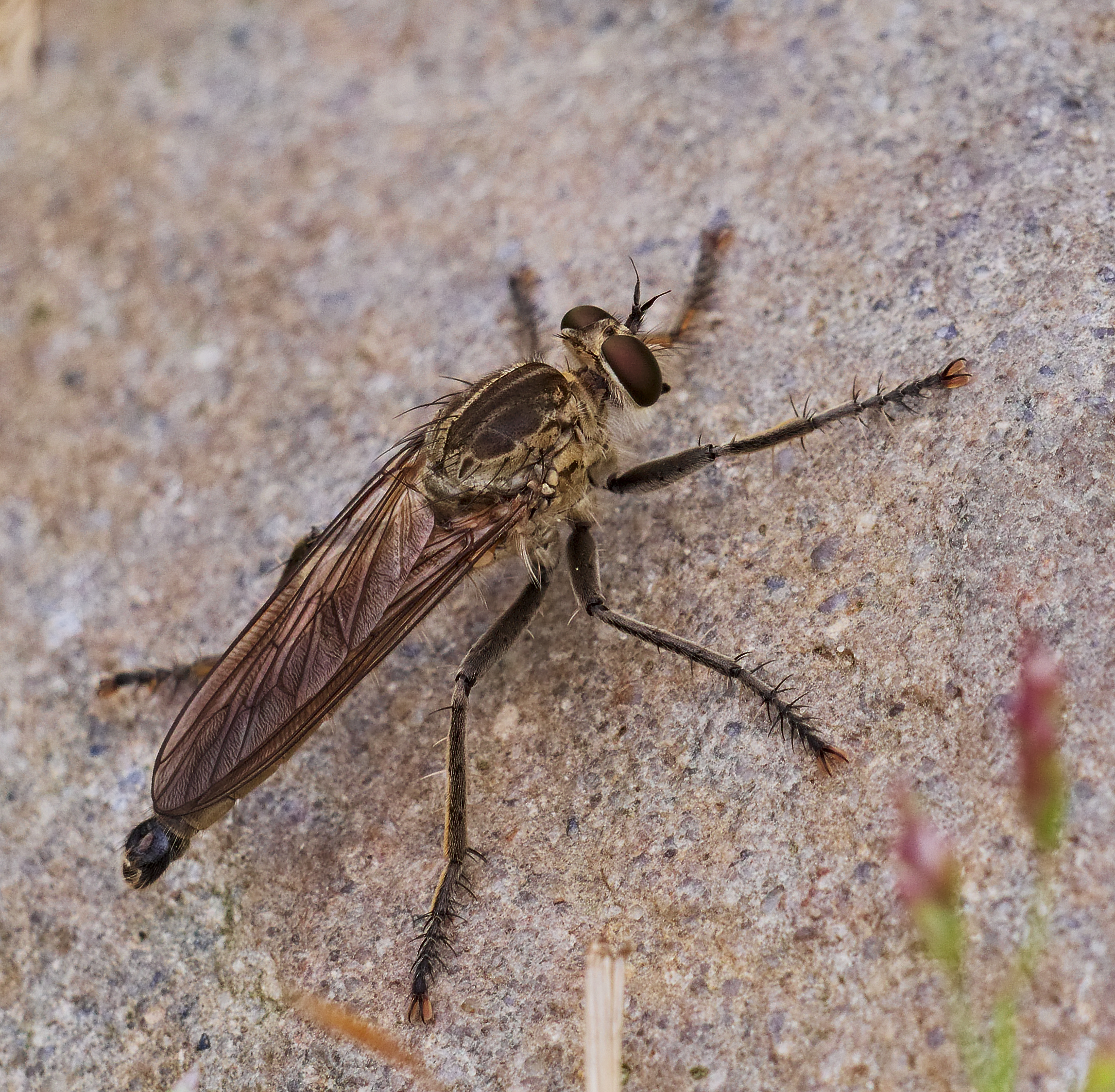
Eutolmus rufibarbis ♂
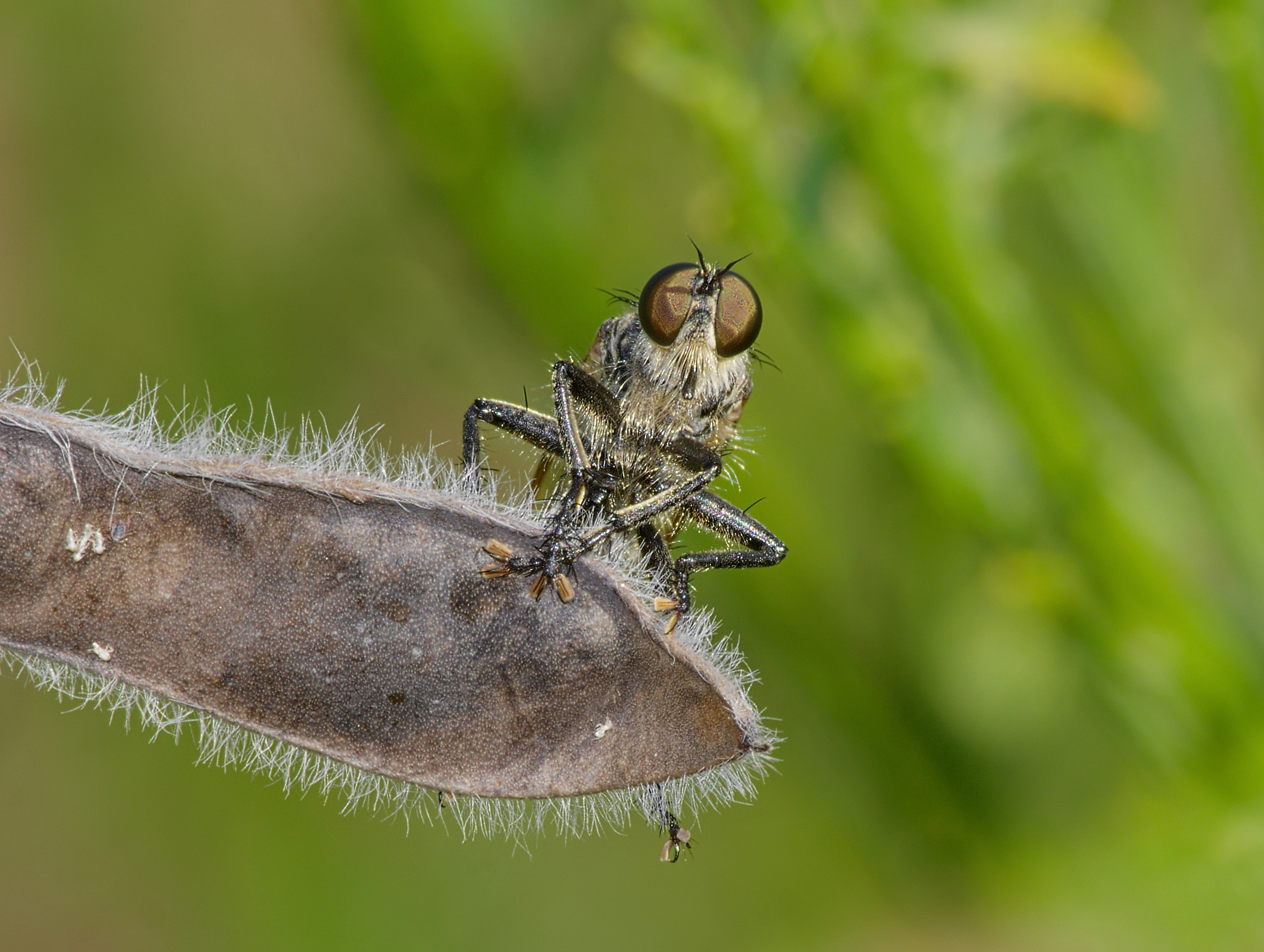
Eutolmus rufibarbis ♂ Frontansicht
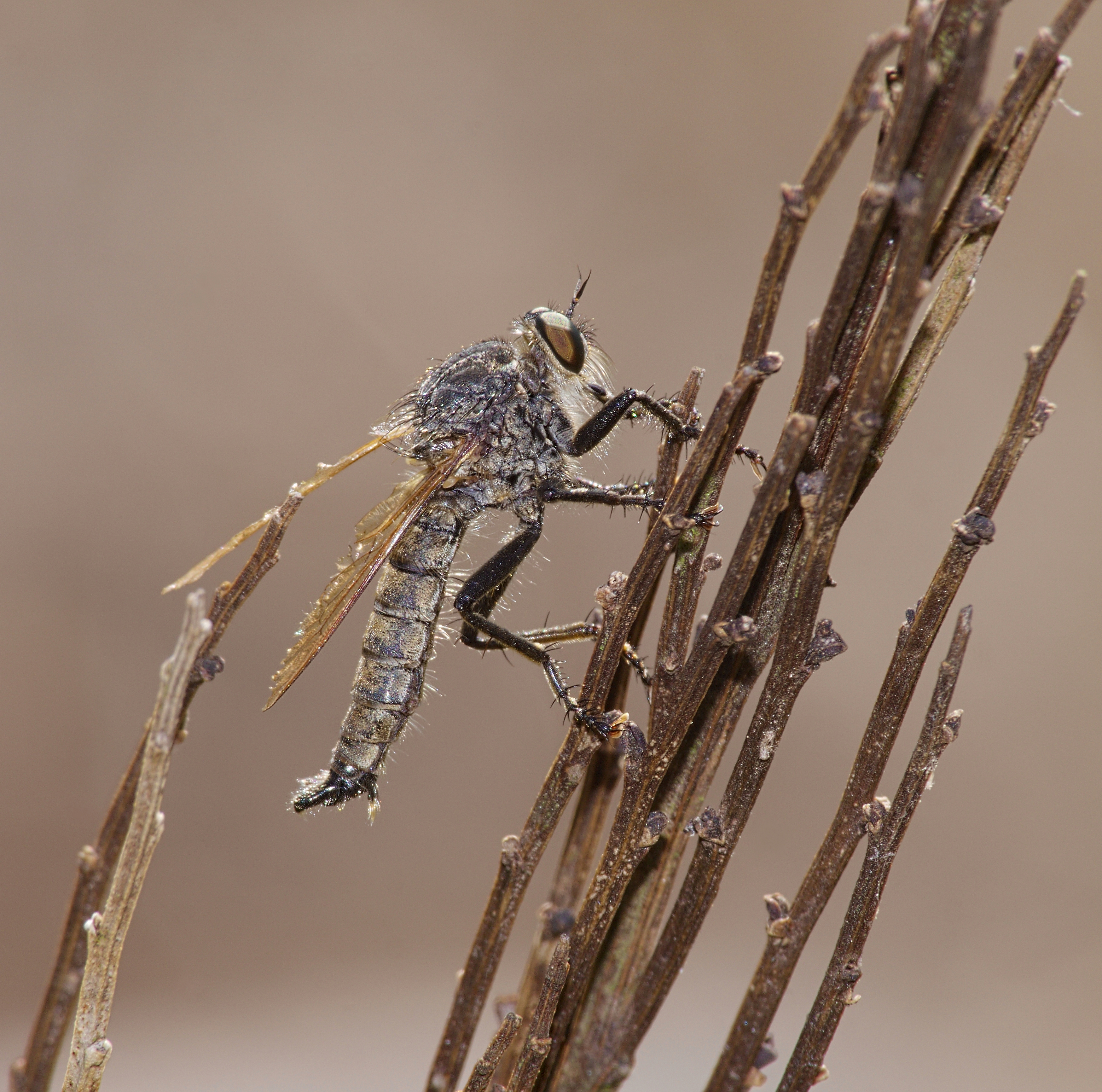
Eutolmus rufibarbis ♂ Seitenansicht
- Video (2 min 36 s): Eutolmus rufibarbis mit Beute